# عناصر الأمن القومي
الأمن القومي يتمتع بعدد من العناصر المكونة له، والتي عند الوفاء بها على حدة، فإنها توفر الأمن للدولة فيما يتعلق بقيمها ومصالحها وحرية اختيار السياسات بها. وتسرد السلطات على اختلافها هذه العناصر بصورة متباينة. فبالإضافة إلى الجانب العسكري المتعلق بتحقيق الأمن، يتم بشكل شائع أيضًا إدراج الجوانب المتعلقة بـ السياسة والمجتمع والبيئة والطاقة والموارد الطبيعية والاقتصاد. وترتبط عناصر الأمن القومي ارتباطًا وثيقا بمفهوم عناصر القوة الوطنية. به ناس يشاغلوني 

## اختيار العناصر
كما في حالة القوة الوطنية، يكون الجانب العسكري للأمن هو المهم، ولكنه في الوقت نفسه ليس المكون الوحيد للأمن القومي. وحتى يتحقق الأمن الحقيقي، تحتاج الأمة إلى أشكال أخرى من الأمن. وتختلف السلطات وفقًا لخيارات كل منها في تحديد عناصر الأمن القومي للدولة.

### روم
يعد جوزيف روم، وهو عالم فيزياء أمريكي، خبيرًا في تغير المناخ وأمن الطاقة. وفي كتابه الذي صدر عام 1993 تحت عنوان تعريف الأمن القومي: الجوانب غير العسكرية (Defining national security: the nonmilitary aspects)، يأخذ تعريف أولمان الذي وضعه عام 1983 للتهديد كنقطة انطلاق ويبين عناصر الأمن، وذلك بداية من عصابات المخدرات ومرورًا بالأمن الاقتصادي والأمن البيئي وأمن الطاقة كعناصر غير العسكرية للأمن القومي.:v, 1-8

### باليري
يُدرج برابهاكاران باليري، وهو أكاديمي هندي، عددًا أكبر من العناصر في كتابه الأمن القومي: الضرورات والتحديات (National Security: Imperatives And Challenges) (2008)::66
- الأمن العسكري
- الأمن الاقتصادي
- أمن الموارد
- أمن الحدود
- الأمن السكاني
- أمن الكوارث
- أمن الطاقة
- الأمن الجيواستراتيجي
- أمن المعلومات
- الأمن الغذائي.
- الأمن الصحي
- الأمن العرقي
- الأمن البيئي
- أمن الإنترنت
- الأمن الجيني

لقد اختار باليري هذه العناصر مع الأخذ في الاعتبار أن كل مصطلح ينبغي أن يكون مفهومًا جوهريًا بشكل كامل، وقابلاً للتطبيق على المستوى العالمي، وله تأثير واسع النطاق على المستوى الاجتماعي، ويؤثر كذلك بشكل مباشر على حياة الإنسان المهددة بشكل مستمر دون انقطاع من حيث الأصل أو الوجود، ويمكن أن يحدث ذلك دوريًا، ويوجد حاليًا في رواج في اللغة الحالية للأمن الطبيعي، بالإضافة إلى عدد من السمات الأخرى.:65-66 كما قام باليري ببحث ورفض مصطلحات معينة، توجد عادة في المناقشات المتعلقة بالأمن القومي مثل «الأمن الداخلي» و«الإرهاب» و«الضمان الاجتماعي» إلخ.:74